# Luther Vandross
Luther Ronzoni Vandross (20 tháng 4 năm 1951 - 1 tháng 7 năm 2005) là một ca sĩ, nhạc sĩ, nhà sản xuất âm nhạc người Mỹ. Trong suốt sự nghiệp âm nhạc của mình, ông đã bán được 25 triệu album và giành 8 giải Grammy trong đó đặc biệt năm 2004 ông giành 4 giải grammy bao gồm cả giải Grammy cho Bài hát của năm với ca khúc "Dance with My Father" viết cùng Richard Marx.

## Tiểu sử
Luther Vandross sinh ngày 20 tháng 4 năm 1951 tại bệnh viện Bellevue ở Manhattan, New York, Hoa Kỳ. Bố ông là Luther Vandross, Sr. và mẹ là Mary Ida Vandross. Gia đình ông có bốn người con trong đó có hai con trai và ông là con trai út. Ông được coi là ca sĩ soul-ballad tiên phong trong thời của ông với giọng ca mềm mại, quyến rũ. Ông sống độc thân suốt đời và mất vào năm 2005 vì đột quỵ do trước đó ông bị chứng cao huyết áp cùng với bệnh tiểu đường.